# تاتا يونغ
أميتا ماري " تاتا " يونغ (ولدت في 14 ديسمبر 1980) هي مغنية وممثلة وعارضة أزياء تايلاندية اكتسبت شهرة في تايلاند عندما احتلت المركز الأول في مسابقة غناء وطنية في سن 11 عامًا،  ثم وقعت عقد تسجيل وأصدرت ألبومها الأول أميتا تاتا يونغ في عام 1995. في غضون خمسة أشهر، تم بيع أكثر من مليون نسخة من الألبوم. منذ ذلك الحين، أصدر يونغ ثمانية ألبومات استوديو، ثلاثة منها باللغة الإنجليزية وخمسة باللغة التايلاندية . ألبومها الأخير هو Ready for Love، والذي صدر في عام 2009.
شاركت في التمثيل في ثلاثة أفلام، The Red Bike Story (جاكايان سي داينج)، O-Negative و Plai Tien الدراما التلفزيونية Wick of the Candle . أدى يونغ أغنية "Reach for the Stars" في حفل افتتاح دورة الألعاب الآسيوية عام 1998 في بانكوك. وصلت أغنيتها المنفردة الأولى الدولية "Dhoom Dhoom"، وهي النسخة الإنجليزية من أغنية عنوان فيلم Dhoom لعام 2004 الهندي، إلى المرتبة الأولى في العديد من قوائم الأغاني الفردية في العديد من الدول الآسيوية، بما في ذلك الهند وتايلاند وسنغافورة وماليزيا وإندونيسيا.
طوال العقد الأول من القرن الحادي والعشرين، تمتعت يونغ بشعبية واسعة النطاق في جميع أنحاء جنوب شرق آسيا وشرق آسيا وجنوب آسيا، وفازت بالعديد من الجوائز الوطنية والدولية، وكثيراً ما تم الإشادة بها باعتبارها "ملكة البوب في آسيا" و"بريتني سبيرز آسيا".

## الحياة والمهنة
ولدت تاتا باسم أميتا ماري يونج في بانكوك لأم تايلاندية وأب أمريكي هو تيم يونج من زانيسفيل، أوهايو. ذهبت إلى مدرسة بانكوك باتانا. في سن الحادية عشرة، فازت بأول مسابقة وطنية للمواهب، مسابقة الغناء للناشئين في جوائز نيسان في تايلاند.
ظهرت لأول مرة في فيلم الدراما الشبابية "قصة الدراجة الحمراء" عام 1997.
قدمت تاتا صوتها للقضايا الإنسانية، بما في ذلك برنامج مكافحة الإيدز التابع لمؤسسة التنمية البشرية للأب جو ماير وحملة الخروج التي أطلقتها قناة إم تي في لإنهاء الإتجار بالبشر.
في سبتمبر 2011، عرضت تاتا أغنية "Let's Play"، والتي يُعتقد أنها أغنيتها المنفردة القادمة، والتي كتبها وأنتجتها جيليا، وشارك في كتابتها المغنية وكاتبة الأغاني VASSY ويونغ نفسها، وقد تم أداؤها على الهواء مباشرة في حفل Grand Finale للموسم الثامن من True Academy Fantasia كعودتها.

## قائمة أعماله
- أميتا تاتا يونغ (1995)
- تاتا المذهل (1997)
- تاتا يونغ (2001)
- ريال تي تي (2003)
- أنا أؤمن (2004)
- تاتا الخطير (2005)
- ارتفاع درجة الحرارة (2006)
- حب واحد (2008)
- مستعد للحب (2009)

## فيلموغرافيا
- قصة الدراجة الحمراء (1997)
- يا سلبي (1998)
- دووم (2004)
- المر/الحلو (2009)

## روابط خارجية
- تاتا يونغ في قاعدة بيانات الأفلام على الإنترنت
- Tata Young Official Web Site
- Tata Young Fan Club
- Tata Young Fan Club Spanish
- Tata Young songs lyrics